# コンダ (カンタル県)
コンダ (Condat) は、フランス、オーヴェルニュ＝ローヌ＝アルプ地域圏、カンタル県のコミューン。一般的にはコンダタン＝フェニエ (Condat-en-Féniers) の名が知られている。

## 地理

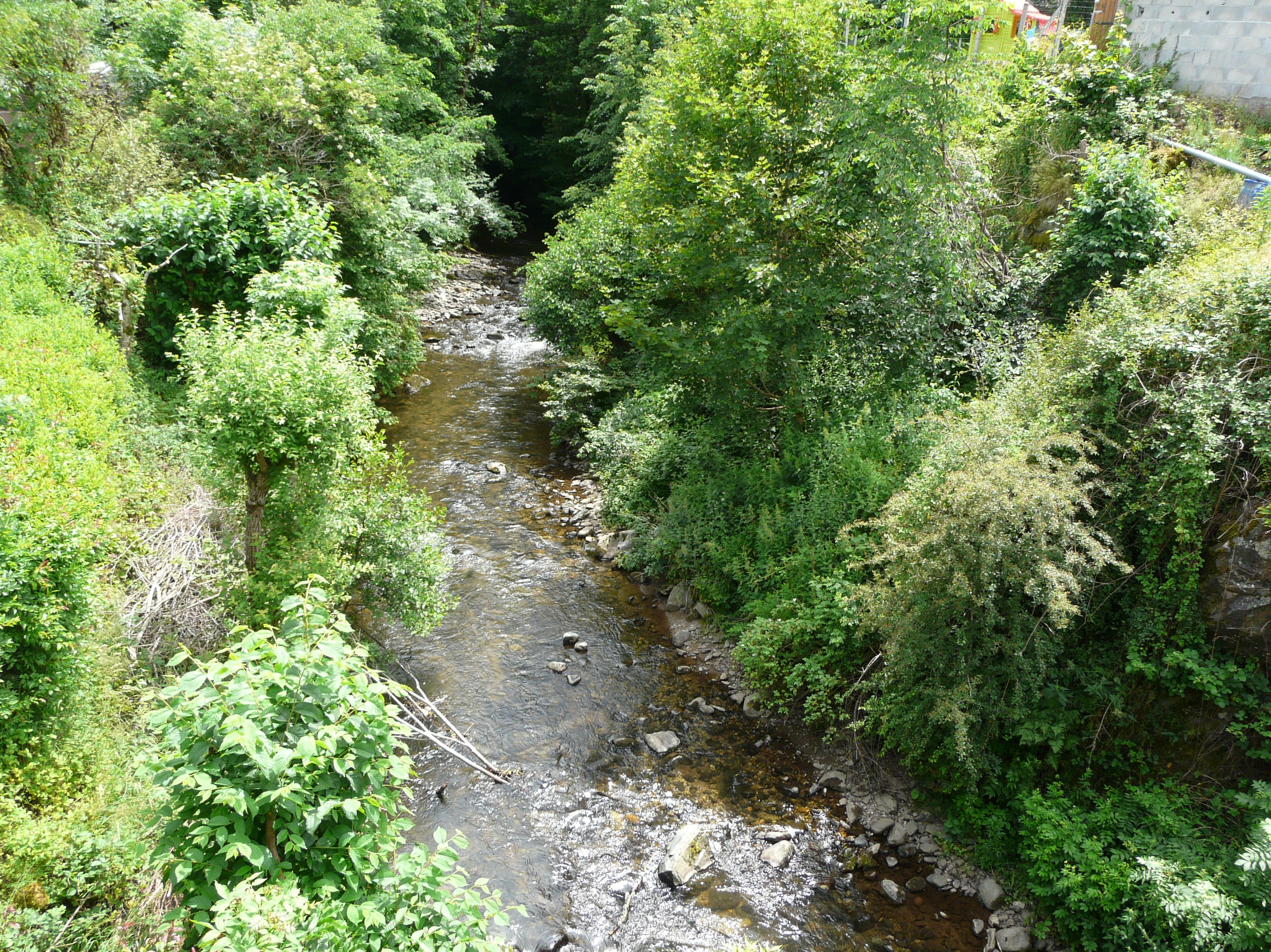
ヴェルネ地区を流れるボンジョン川

コミューンは、ヴォルカン・ドーヴェルニュ地域圏自然公園の一部である。リュ川、サントワール川、ボンジョン川、3つの河川が合流する地点にある。海抜700mほどの地点に町はあり、アルタンス地方とセザリエ地方の両高原の中間の谷にあたる。コンダは北のサンシー山地、南のカンタル山地との中間にある。

## 交通
マルスナ、アランシュ、ヌサルグ＝モワサック方面へ向かう県道679号線、リオメス＝モンターニュへ向かう県道678号線、モンブディフへ向かう県道62号線、東へ向かう県道536号線が通じる。

## 歴史
第二次世界大戦中、第一次世界大戦の退役軍人のパポンがコンダでドイツ兵に銃撃されて殺害された。パポンは聴覚に障害があり、止まれと命令する声が聞こえなかったが、彼は町のヴェルネ地区からそれほど離れていないところで銃撃された。現在、この悲劇的な事件を記録する石碑が、モングレレ方面へ向かう道路上に立てられている。

## 人口統計
| 1962年 | 1968年 | 1975年 | 1982年 | 1990年 | 1999年 | 2006年 | 2011年 |
| ------ | ------ | ------ | ------ | ------ | ------ | ------ | ------ |
| 1657   | 1592   | 1481   | 1438   | 1262   | 1121   | 1025   | 1011   |

参照元：1999年まではEHESS、2004年以降はINSEE